# مقاطعة سلسلة
مقاطعة سلسلة (بالفارسية: شهرستان سلسله) هي إحدى مقاطعات محافظة لرستان في إيران. كان عدد سكان المقاطعة سنة 2016 حوالي 75,559 نسمة.